# Grafenau (Baden-Württemberg)
Grafenau è un comune tedesco di 6 577 abitanti, situato nel land del Baden-Württemberg.